# 1-е Алкіно
1-е А́лкіно (рос. 1-е Алкино, башк. 1-се Алкин) — присілок (в минулому селище) у складі Благоварського району Башкортостану, Росія. Входить до складу Дмитрієвської сільської ради.
Населення — 2 особи (2010; 3 в 2002).
Національний склад:
- українці — 67 %
- росіяни — 33 %

Стара назва — Алкіно 1-е.